# Palazzo Viafora
Palazzo Viafora è un antico palazzo gentilizio ubicato nel cuore del centro storico di Cassano all'Ionio in provincia di Cosenza, più precisamente sul colle dove un tempo sorgeva il Tempio di Polluce.
Il palazzo, residenza originaria della famiglia Chidichimo, nella prima metà dell'Ottocento fu acquistato dalla famiglia Viafora. Ancora oggi conserva la struttura originaria: la facciata in sobrio barocco, con lesene e capitelli corinzi, le sale e la camera da letto con i loro arredi, le suppellettili, la biblioteca-archivio nel quale sono reperibili numerosi atti di interesse storico: riviste, giornali e quotidiani, archivi legali, documenti di carattere pubblico (atti, decreti ecc.), fotografie d'epoca, ritratti e collezioni di cartoline, antichi testi scolastici ed universitari, riconoscimenti e medaglie.
Di particolare interesse il giardino stile liberty, arricchito da un'antica fontana monumentale con vasca in pietra e lavatoio e una splendida terrazza che affaccia sulla Piana di Sibari.
Dal 18 dicembre 2011 il Palazzo ospita la Casa Museo Palazzo Viafora, nella quale vengono custoditi arredi ottocenteschi, libri e quotidiani d'epoca, corredi e suppellettili del tempo.

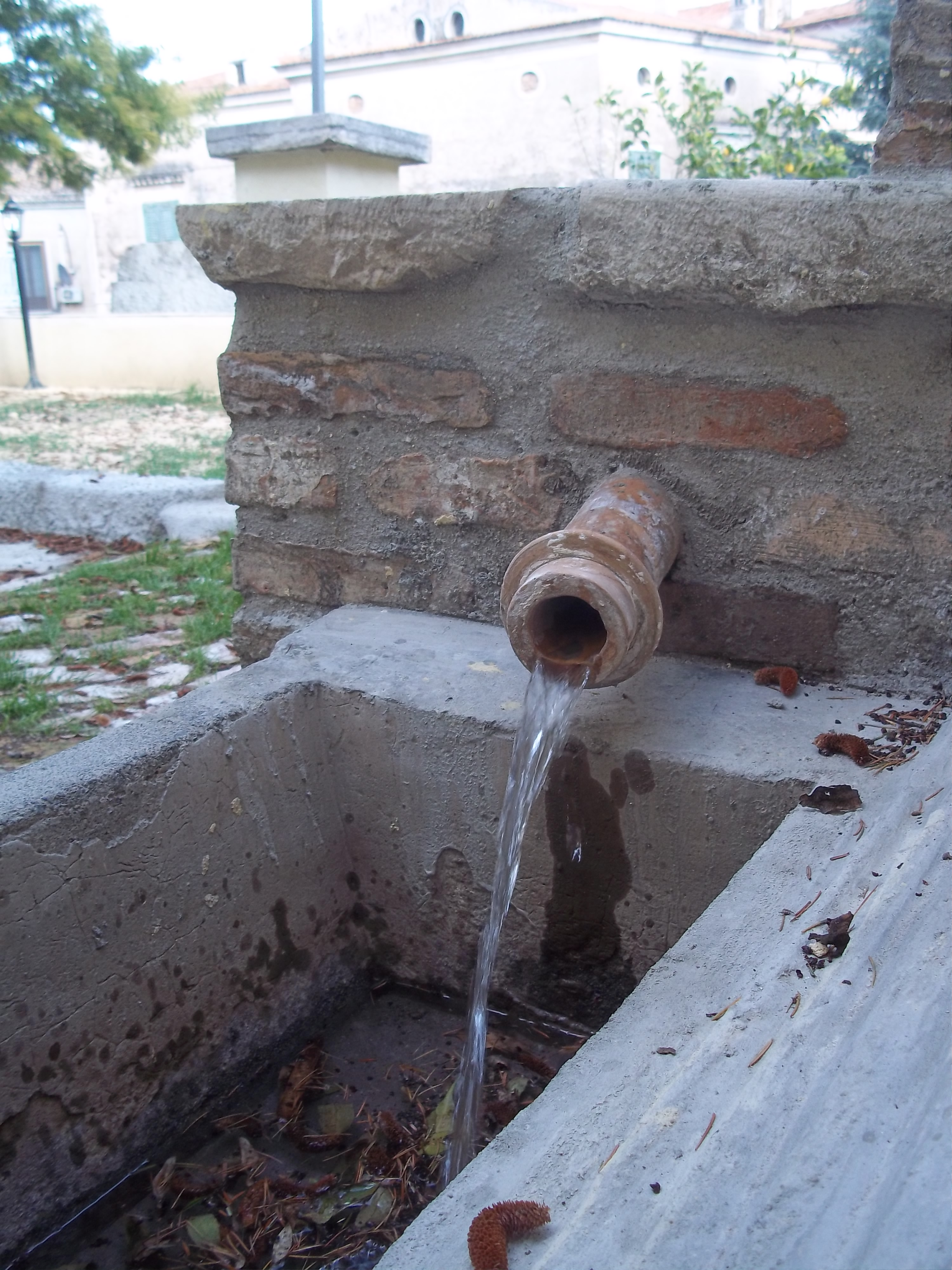
Fontana nel giardino
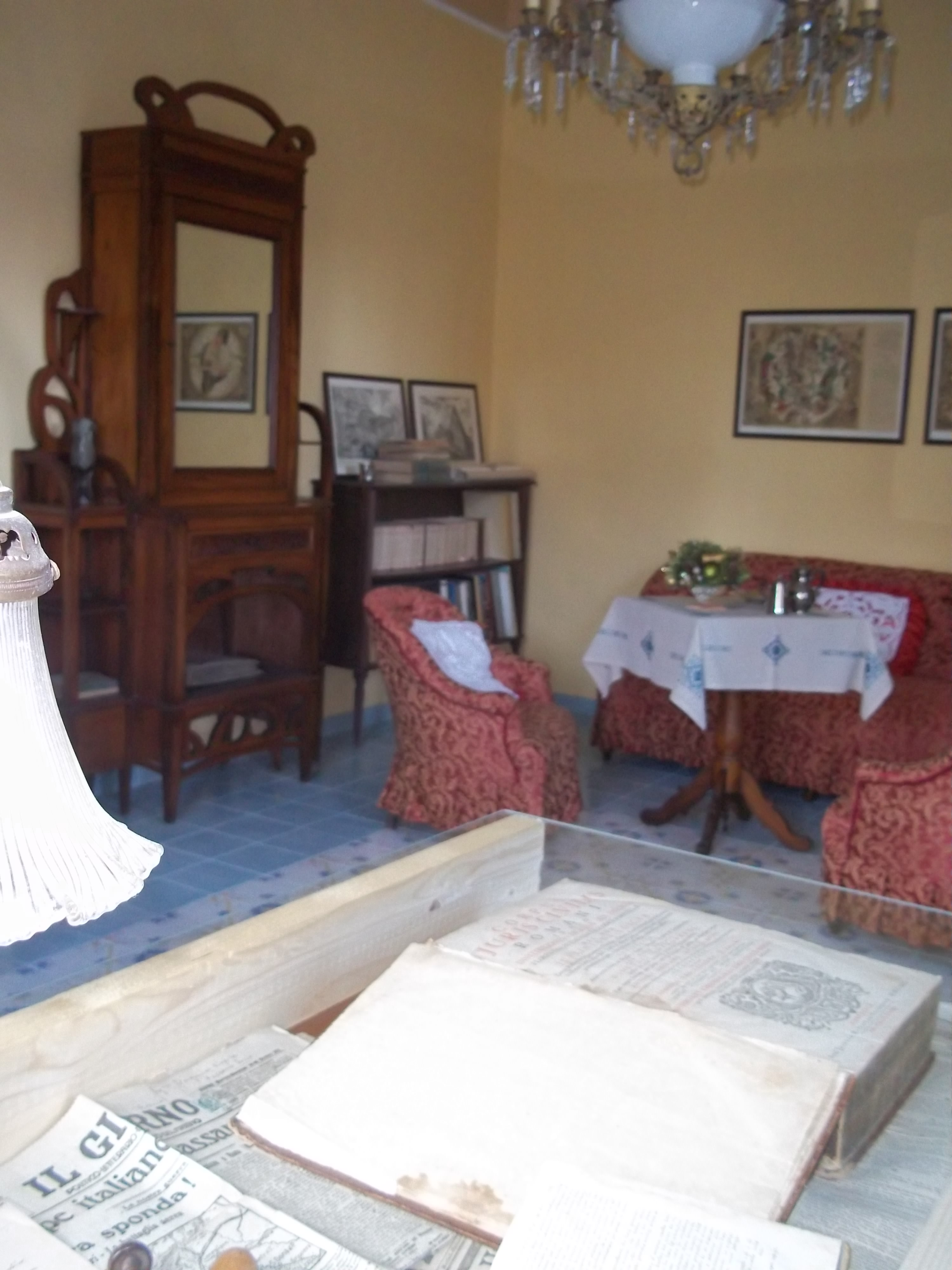
Salone